# Cratere Viola
Viola  è un cratere sulla superficie di Venere.